# اریک گیتس
اریک گیتس (به انگلیسی: Eric Gates) بازیکن فوتبال زادهٔ ۲۸ ژوئن ۱۹۵۵ اهل کشور انگلستان که سابقهٔ بازی در تیم ملی فوتبال انگلستان را در کارنامهٔ خود دارد. وی در تاریخ ۱۰ سپتامبر ۱۹۸۰ نخستین بازی ملی خود را در مقابل تیم ملی فوتبال نروژ انجام داد و با حضور در ۲ بازی ملی، در تاریخ ۱۵ اکتبر ۱۹۸۰ واپسین بازی ملی‌اش را در برابر تیم ملی فوتبال رومانی برگزار کرد.